# Quận Gray, Kansas
Quận Gray là một quận thuộc tiểu bang Kansas, Hoa Kỳ.
Quận này được đặt tên theo. Theo điều tra dân số của Cục điều tra dân số Hoa Kỳ năm 2000, quận có dân số 5852 người. Quận lỵ đóng ở Cimarron.6